# Sternotomis albomaculatus
Sternotomis albomaculatus är en skalbaggsart som beskrevs av Stefan von Breuning 1938. Sternotomis albomaculatus ingår i släktet Sternotomis och familjen långhorningar. Inga underarter finns listade i Catalogue of Life.